# Новородіоновка
Новородіо́новка (рос. Новородионовка, чув. Ҫӗнӗ Сала) — присілок у складі Козловського району Чувашії, Росія. Входить до складу Козловського міського поселення.
Населення — 5 осіб (2010; 11 у 2002).
Національний склад:
- росіяни — 100 %